# 31e législature du Québec
| 30e législature       | 30e législature       | 30e législature       | 31e législature       | 31e législature       | 31e législature       | 31e législature       | 31e législature       | 31e législature       | 31e législature       | 31e législature       | 31e législature       | 31e législature       | 31e législature       | 31e législature       | 31e législature       | 31e législature       | 31e législature       | 31e législature       | 31e législature       | 31e législature       | 32e législature       | 32e législature       | 32e législature       |
| Gouvernement Bourassa | Gouvernement Bourassa | Gouvernement Bourassa | Gouvernement Lévesque | Gouvernement Lévesque | Gouvernement Lévesque | Gouvernement Lévesque | Gouvernement Lévesque | Gouvernement Lévesque | Gouvernement Lévesque | Gouvernement Lévesque | Gouvernement Lévesque | Gouvernement Lévesque | Gouvernement Lévesque | Gouvernement Lévesque | Gouvernement Lévesque | Gouvernement Lévesque | Gouvernement Lévesque | Gouvernement Lévesque | Gouvernement Lévesque | Gouvernement Lévesque | Gouvernement Lévesque | Gouvernement Lévesque | Gouvernement Lévesque |
| 1976                  | 1976                  | 1976                  | 1976                  | 1977                  | 1977                  | 1977                  | 1977                  | 1978                  | 1978                  | 1978                  | 1978                  | 1979                  | 1979                  | 1979                  | 1979                  | 1980                  | 1980                  | 1980                  | 1980                  | 1981                  | 1981                  | 1981                  | 1981                  |

La 31e législature du Québec est élue lors des élections générales québécoises de 1976 tenues le 15 novembre 1976. Elle dure jusqu'au 12 mars 1981, date de sa dissolution pour permettre les élections générales québécoises de 1981. Celles-ci portent au pouvoir le premier gouvernement du Parti québécois de l'histoire du Québec, avec à sa tête, René Lévesque.
La législature est marquée par un grand nombre de projets de loi à saveur sociale.

## Projets de loi marquants
Durant la 31e législature, il s'est tenu six sessions parlementaires.

### 1resession
La 1re session parlementaire dure du 14 décembre 1976 au 23 décembre 1976. 

### 2esession
La 2e session parlementaire dure du 8 mars au 22 décembre 1977.
- Projet de loi 2 sur le financement des partis politiques (déposé le 23 mars)[1].
- Projet de loi sur l'assurance automobile (déposé le 15 avril)[2].
- Projet de loi 101, Charte de la langue française (déposé le 12 juillet)[2].
- Projet de loi anti-briseurs de grève, dite loi anti-scabs (déposé le 29 juillet)[2].

### 3esession
La 3e session parlementaire dure du 21 février 1978 au 20 février 1979. 

### 4esession
La 4e session parlementaire dure du 6 mars 1979 au 18 juin 1980. 

### 5esession
La 5e session parlementaire se déroule le 24 octobre 1980. 

### 6esession
La 6e session parlementaire dure du 5 novembre 1981 au 12 mars 1981, date de la dissolution de la législature.

## Chronologie

### 1978
- Le député William Shaw siège comme indépendant à partir du 18 février 1978.
- Bryce Mackasey démissionne le 25 avril 1978.
- Reed Scowen est élu dans Notre-Dame-de-Grâce le 5 juillet 1978.
- Camil Samson est élu sous la bannière du Ralliement créditiste du Québec, mais siège comme chef du parti qu'il fonde, Les démocrates, à partir du 12 novembre 1978. Il passe finalement au Parti libéral du Québec le 2 septembre 1980.
- Zoël Saindon démissionne le 15 décembre 1978.
- Raymond Garneau démissionne le 20 décembre 1978.

### 1979
- Jean-Guy Cardinal décède en fonction le 16 mars 1979.
- Fabien Roy démissionne le 5 avril 1979 à la suite de sa nomination comme chef du Parti Crédit social du Canada.
- Jean-Claude Rivest et Claude Ryan sont élus députés lors de l'élection partielle du 30 avril 1979.
- Robert Burns démissionne le 8 août 1979.
- Claude Dubois passe de l'Union nationale au Parti libéral le 13 septembre 1979.
- Rodrigue Tremblay décide de siéger comme indépendant le 27 septembre 1979.
- Victor Goldbloom démissionne le 16 octobre 1979.
- Hermann Mathieu, George Lalande et Solange Chaput-Rolland, trois libéraux, sont élus lors d'élections partielles le 14 novembre 1979.
- Le libéral Herbert Marx est élu lors de l'élection partielle du 26 novembre 1979.
- Maurice Bellemare démissionne le 19 décembre 1979.

### 1980
- L'unioniste Fernand Grenier démissionne le 7 janvier 1980 pour se présenter à l'élection fédérale de 1980.
- L'unioniste Armand Russell démissionne le 11 janvier 1980 pour se présenter à l'élection fédérale de 1980.
- Le libéral André Raynauld démissionne le 3 juin 1980.
- Jean Alfred décide de siéger comme indépendant le 29 août 1980.
- Camil Samson est passe au Parti libéral du Québec le 2 septembre 1980.
- L'unioniste Rodrigue Biron joint le Parti québécois le 11 novembre 1980.
- Fabien Bélanger, Pierre Paradis, Camille Picard et Pierre Fortier, quatre libéraux, sont élus lors des élections partielles du 17 novembre 1980.

### 1981
- Le péquiste Jacques Couture démissionne le 30 janvier 1981.
- Le péquiste Guy Joron démissionne le 26 février 1981.
- Jean Alfred, indépendant, revient au caucus du Parti québécois le 10 mars 1981.

## Conseil des ministres
Le gouvernement de René Lévesque est formé le 26 novembre 1976. Il comporte lors de sa formation, en plus de René Lévesque, plusieurs des ministres du tableau suivant avec pour unique femme parmi eux la ministre Lise Payette. Il est modifié à quelques reprises durant la législature.
| Fonction                                                 | Titulaire                                                                                      |
| -------------------------------------------------------- | ---------------------------------------------------------------------------------------------- |
| Premier ministre et président du Conseil exécutif        | René Lévesque                                                                                  |
| Vice-premier ministre                                    | Jacques-Yvan Morin                                                                             |
| Affaires culturelles                                     | Louis O'Neill (26 novembre 1976 - )                                                            |
| Affaires culturelles                                     | Denis Vaugeois (28 février 1978 - )                                                            |
| Affaires intergouvernementales                           | Claude Morin                                                                                   |
| Affaires municipales                                     | Guy Tardif (26 novembre 1976 - )                                                               |
| Affaires municipales                                     | Jacques Léonard (6 novembre 1980 - )                                                           |
| Affaires parlementaires (Ministre délégué)               | Claude Charron (21 septembre 1979 - )                                                          |
| Affaires sociales                                        | Denis Lazure                                                                                   |
| Agriculture                                              | Jean Garon (26 novembre 1976 - ) (remplacé ensuite par Agriculture, Pêcheries et Alimentation) |
| Agriculture, Pêcheries et Alimentation                   | Jean Garon (21 septembre 1979 - )                                                              |
| Aménagement (Ministre d'État)                            | Jacques Léonard (2 février 1977 - )                                                            |
| Aménagement (Ministre d'État)                            | Guy Tardif (6 novembre 1980 - )                                                                |
| Communications                                           | Louis O'Neill (26 novembre 1976 - )                                                            |
| Communications                                           | Denis Vaugeois (21 septembre 1979 - )                                                          |
| Communications                                           | Clément Richard (6 novembre 1980 - )                                                           |
| Condition féminine (Ministre d'État)                     | Lise Payette (21 septembre 1979 - )                                                            |
| Consommateurs, Coopératives et Institutions financières  | Lise Payette (26 novembre 1976 - )                                                             |
| Consommateurs, Coopératives et Institutions financières  | Guy Joron (21 septembre 1979 - )                                                               |
| Consommateurs, Coopératives et Institutions financières  | Pierre Marc Johnson (6 novembre 1980 - ) (voir Habitation)                                     |
| Développement culturel (Ministre d'État)                 | Camille Laurin (2 février 1977 - ) (voir Développement culturel et scientifique)               |
| Développement culturel et scientifique (Ministre d'État) | Camille Laurin (12 juin 1980 - )                                                               |
| Développement culturel et scientifique (Ministre d'État) | Jacques-Yvan Morin (6 novembre 1980 - )                                                        |
| Développement économique (Ministre d'État)               | Bernard Landry (2 février 1977 - )                                                             |
| Développement social (Ministre d'État)                   | Pierre Marois (2 février 1977 - )                                                              |
| Développement social (Ministre d'État)                   | Lise Payette (6 novembre 1980 - )                                                              |
| Éducation                                                | Jacques-Yvan Morin(26 novembre 1976 - )                                                        |
| Éducation                                                | Camille Laurin (6 novembre 1980 - )                                                            |
| À COMPLÉTER                                              |                                                                                                |

## Évolution des députés par parti
| Période                        | Parti québécois | Libéral | Union nationale | Ralliement créditiste | Parti national populaire | Les démocrates (Démocrate créditiste) | Indépendant |
| ------------------------------ | --------------- | ------- | --------------- | --------------------- | ------------------------ | ------------------------------------- | ----------- |
| Période                        |                 |         |                 |                       |                          |                                       |             |
| novembre 1976 à février 1978   | 71              | 26      | 11              | 1                     | 1                        | -                                     | -           |
| février 1978 à avril 1978      | 71              | 26      | 10              | 1                     | 1                        | -                                     | 1           |
| avril 1978 à juillet 1978      | 71              | 25      | 10              | 1                     | 1                        | -                                     | 1           |
| juillet 1978 à novembre 1978   | 71              | 26      | 10              | 1                     | 1                        | -                                     | 1           |
| novembre 1978 à décembre 1978  | 71              | 26      | 10              | 0                     | 1                        | 1                                     | 1           |
| décembre 1978 à mars 1979      | 71              | 24      | 10              | 0                     | 1                        | 1                                     | 1           |
| mars 1979 à avril 1979         | 70              | 24      | 10              | 0                     | 1                        | 1                                     | 1           |
| avril 1979 à août 1979         | 70              | 26      | 10              | 0                     | 0                        | 1                                     | 1           |
| août 1979 à septembre 1979     | 69              | 26      | 10              | 0                     | 0                        | 1                                     | 1           |
| septembre 1979 à octobre 1979  | 68              | 25      | 9               | 0                     | 0                        | 1                                     | 2           |
| octobre 1979 à novembre 1979   | 68              | 24      | 9               | 0                     | 0                        | 1                                     | 2           |
| novembre 1979 à décembre 1979  | 68              | 28      | 9               | 0                     | 0                        | 1                                     | 2           |
| décembre 1979 à janvier 1980   | 68              | 28      | 8               | 0                     | 0                        | 1                                     | 2           |
| janvier 1980 à juin 1980       | 68              | 28      | 6               | 0                     | 0                        | 1                                     | 2           |
| juin 1980 à août 1980          | 68              | 27      | 6               | 0                     | 0                        | 1                                     | 2           |
| août 1980 à septembre 1980     | 67              | 27      | 6               | 0                     | 0                        | 1                                     | 2           |
| septembre 1980 à novembre 1980 | 67              | 28      | 6               | 0                     | 0                        | 0                                     | 2           |
| novembre 1980 à janvier 1981   | 68              | 32      | 5               | 0                     | 0                        | 0                                     | 2           |
| janvier 1981 à février 1981    | 67              | 32      | 5               | 0                     | 0                        | 0                                     | 2           |
| février 1981 à mars 1981       | 66              | 32      | 5               | 0                     | 0                        | 0                                     | 2           |
| 12 mars 1981                   | 67              | 32      | 5               | 0                     | 0                        | 0                                     | 2           |

## Liste des députés
- Les noms gras indiquent que la personne a été membre du conseil des ministres durant la législature.
- Les noms en italique indiquent les personnes qui ont été chefs d'un parti politique durant la législature (Rodrigue Biron, René Lévesque, Fabien Roy, Claude Ryan et Camil Samson).

|  | Nom                                | Parti | Circonscription        |
|  | ---------------------------------- | --- | ---------------------- |
|  | Jean-Paul Bordeleau                | Parti québécois                                                                                              | Abitibi-Est            |
|  | François Gendron                   | Parti québécois                                                                                              | Abitibi-Ouest          |
|  | Thérèse Lavoie-Roux                | Libéral | Acadie                 |
|  | Pierre Marc Johnson                | Parti québécois                                                                                              | Anjou                  |
|  | Zoël Saindon (1976-1978)           | Libéral | Argenteuil             |
|  | Claude Ryan (1979-1981)            | Libéral | Argenteuil             |
|  | Jacques Baril                      | Parti québécois                                                                                              | Arthabaska             |
|  | Adrien Ouellette                   | Parti québécois                                                                                              | Beauce-Nord            |
|  | Fabien Roy (1976-1979)             | Parti national populaire                                                                                     | Beauce-Sud             |
|  | Hermann Mathieu (1979-1981)        | Libéral | Beauce-Sud             |
|  | Laurent Lavigne                    | Parti québécois                                                                                              | Beauharnois            |
|  | Bertrand Goulet                    | Union nationale                                                                                              | Bellechasse            |
|  | Jean-Guy Mercier                   | Parti québécois                                                                                              | Berthier               |
|  | Gérard D. Levesque                 | Libéral | Bonaventure            |
|  | Patrice Laplante                   | Parti québécois                                                                                              | Bourassa               |
|  | Camille Laurin                     | Parti québécois                                                                                              | Bourget                |
|  | Armand Russell (1976-1980)         | Union nationale                                                                                              | Brome-Missisquoi       |
|  | Pierre Paradis (1980-1981)         | Libéral | Brome-Missisquoi       |
|  | Marcel Gagnon                      | Parti québécois                                                                                              | Champlain              |
|  | Denis Lazure                       | Parti québécois                                                                                              | Chambly                |
|  | Denis de Belleval                  | Parti québécois                                                                                              | Charlesbourg           |
|  | Raymond Mailloux                   | Libéral | Charlevoix             |
|  | Roland Dussault                    | Parti québécois                                                                                              | Châteauguay            |
|  | Louis O'Neill                      | Parti québécois                                                                                              | Chauveau               |
|  | Marc-André Bédard                  | Parti québécois                                                                                              | Chicoutimi             |
|  | Guy Tardif                         | Parti québécois                                                                                              | Crémazie               |
|  | Victor Goldbloom (1976-1979)       | Libéral | D'Arcy-McGee           |
|  | Herbert Marx (1979-1981)           | Libéral | D'Arcy-McGee           |
|  | Pierre De Bellefeuille             | Parti québécois                                                                                              | Deux-Montagnes         |
|  | Lise Payette                       | Parti québécois                                                                                              | Dorion                 |
|  | Michel Clair                       | Parti québécois                                                                                              | Drummond               |
|  | Hubert Desbiens                    | Parti québécois                                                                                              | Dubuc                  |
|  | Denis Perron                       | Parti québécois                                                                                              | Duplessis              |
|  | Bernard Landry                     | Parti québécois                                                                                              | Fabre                  |
|  | Gilles Grégoire                    | Parti québécois                                                                                              | Frontenac              |
|  | Michel Le Moignan                  | Union nationale                                                                                              | Gaspé                  |
|  | Michel Gratton                     | Libéral | Gatineau               |
|  | Rodrigue Tremblay                  | Parti québécois (1976-1979) Indépendant (1979-1981)                                                          | Gouin                  |
|  | Jocelyne Ouellette                 | Parti québécois                                                                                              | Hull                   |
|  | Claude Dubois                      | Union nationale (1976-1979) Libéral (1979-1981)                                                              | Huntingdon             |
|  | Jacques Beauséjour                 | Parti québécois                                                                                              | Iberville              |
|  | Denise Leblanc                     | Parti québécois                                                                                              | Iles-de-la-Madeleine   |
|  | Noël Saint-Germain                 | Libéral | Jacques-Cartier        |
|  | Raymond Garneau (1976-1978)        | Libéral | Jean-Talon             |
|  | Jean-Claude Rivest (1979-1981)     | Libéral | Jean-Talon             |
|  | Henri Laberge                      | Parti québécois                                                                                              | Jeanne-Mance           |
|  | Maurice Bellemare (1976-1979)      | Union nationale                                                                                              | Johnson                |
|  | Camille Picard (1980-1981)         | Libéral | Johnson                |
|  | Guy Chevrette                      | Parti québécois                                                                                              | Joliette-Montcalm      |
|  | Claude Vaillancourt                | Parti québécois                                                                                              | Jonquière              |
|  | Léonard Lévesque                   | Parti québécois                                                                                              | Kamouraska-Témiscouata |
|  | Jacques Brassard                   | Parti québécois                                                                                              | Lac-Saint-Jean         |
|  | Marcel Léger                       | Parti québécois                                                                                              | LaFontaine             |
|  | Pierre Marois                      | Parti québécois                                                                                              | Laporte                |
|  | Gilles Michaud                     | Parti québécois                                                                                              | La Prairie             |
|  | Jacques Parizeau                   | Parti québécois                                                                                              | L'Assomption           |
|  | Jacques Léonard                    | Parti québécois                                                                                              | Laurentides-Labelle    |
|  | André Marchand                     | Libéral | Laurier                |
|  | Jean-Noël Lavoie                   | Libéral | Laval                  |
|  | Jean-Pierre Jolivet                | Parti québécois                                                                                              | Laviolette             |
|  | Jean Garon                         | Parti québécois                                                                                              | Lévis                  |
|  | Raymond Gravel                     | Parti québécois                                                                                              | Limoilou               |
|  | Rodrigue Biron                     | Union nationale (1976-1980) Parti québécois (1980-1981)                                                      | Lotbinière             |
|  | Claude Morin                       | Parti québécois                                                                                              | Louis-Hébert           |
|  | Robert Burns (1976-1979)           | Parti québécois                                                                                              | Maisonneuve            |
|  | Georges Lalande (1979-1981)        | Libéral | Maisonneuve            |
|  | Fernand Lalonde                    | Libéral | Marguerite-Bourgeoys   |
|  | Yvon Picotte                       | Libéral | Maskinongé             |
|  | Yves Bérubé                        | Parti québécois                                                                                              | Matane                 |
|  | Léopold Marquis                    | Parti québécois                                                                                              | Matapédia              |
|  | Fernand Grenier (1976-1980)        | Union nationale                                                                                              | Mégantic-Compton       |
|  | Fabien Bélanger (1980-1981)        | Libéral | Mégantic-Compton       |
|  | Gérald Godin                       | Parti québécois                                                                                              | Mercier                |
|  | Guy Joron (1976-1981)              | Parti québécois                                                                                              | Mille-Îles             |
|  | Julien Giasson                     | Libéral | Montmagny-L'Islet      |
|  | Clément Richard                    | Parti québécois                                                                                              | Montmorency            |
|  | John Ciaccia                       | Libéral | Mont-Royal             |
|  | Serge Fontaine                     | Union nationale                                                                                              | Nicolet-Yamaska        |
|  | Bryce Mackasey (1976-1978)         | Libéral | Notre-Dame-de-Grâce    |
|  | Reed Scowen (1978-1981)            | Libéral | Notre-Dame-de-Grâce    |
|  | Georges Vaillancourt               | Libéral | Orford                 |
|  | André Raynauld (1976-1980)         | Libéral | Outremont              |
|  | Pierre Fortier (1980-1981)         | Libéral | Outremont              |
|  | Jean Alfred                        | Parti québécois (1976-1980) Indépendant (1980-1981) Parti québécois (1981)                                   | Papineau               |
|  | William Shaw                       | Union nationale (1976-1978) Indépendant (1978-1981)                                                          | Pointe-Claire          |
|  | Jean-Guy Larivière                 | Libéral | Pontiac-Témiscamingue  |
|  | Michel Pagé                        | Libéral | Portneuf               |
|  | Jean-Guy Cardinal (1976-1979)      | Parti québécois                                                                                              | Prévost                |
|  | Solange Chaput-Rolland (1979-1981) | Libéral | Prévost                |
|  | Maurice Martel                     | Parti québécois                                                                                              | Richelieu              |
|  | Yvon Brochu                        | Union nationale                                                                                              | Richmond               |
|  | Alain Marcoux                      | Parti québécois                                                                                              | Rimouski               |
|  | Jules Boucher                      | Parti québécois                                                                                              | Rivière-du-Loup        |
|  | John O'Gallagher                   | Libéral | Robert-Baldwin         |
|  | Robert Lamontagne                  | Libéral | Roberval               |
|  | Gilbert Paquette                   | Parti québécois                                                                                              | Rosemont               |
|  | Camil Samson                       | Ralliement créditiste (1976-1978) Les démocrates (1978-1979) Démocrate créditiste (1980) Libéral (1980-1981) | Rouyn-Noranda          |
|  | Lucien Lessard                     | Parti québécois                                                                                              | Saguenay               |
|  | Jean-Marc Lacoste                  | Parti québécois                                                                                              | Sainte-Anne            |
|  | Guy Bisaillon                      | Parti québécois                                                                                              | Sainte-Marie           |
|  | Réal Rancourt                      | Parti québécois                                                                                              | Saint-Francois         |
|  | Jacques Couture (1976-1981)        | Parti québécois                                                                                              | Saint-Henri            |
|  | Fabien Cordeau                     | Union nationale                                                                                              | Saint-Hyacinthe        |
|  | Claude Charron                     | Parti québécois                                                                                              | Saint-Jacques          |
|  | Jérôme Proulx                      | Parti québécois                                                                                              | Saint-Jean             |
|  | Claude Forget                      | Libéral | Saint-Laurent          |
|  | Harry Blank                        | Libéral | Saint-Louis            |
|  | Yves Duhaime                       | Parti québécois                                                                                              | Saint-Maurice          |
|  | Jacques-Yvan Morin                 | Parti québécois                                                                                              | Sauvé                  |
|  | Richard Verreault                  | Libéral | Shefford               |
|  | Gérard Gosselin                    | Parti québécois                                                                                              | Sherbrooke             |
|  | René Lévesque                      | Parti québécois                                                                                              | Taillon                |
|  | Richard Guay                       | Parti québécois                                                                                              | Tashereau              |
|  | Élie Fallu                         | Parti québécois                                                                                              | Terrebonne             |
|  | Denis Vaugeois                     | Parti québécois                                                                                              | Trois-Rivières         |
|  | Jean-François Bertrand             | Parti québécois                                                                                              | Vanier                 |
|  | Louise Cuerrier                    | Parti québécois                                                                                              | Vaudreuil-Soulanges    |
|  | Jean-Pierre Charbonneau            | Parti québécois                                                                                              | Verchères              |
|  | Lucien Caron                       | Libéral | Verdun                 |
|  | Charles Lefebvre                   | Parti québécois                                                                                              | Viau                   |
|  | George Springate                   | Libéral | Westmount              |